# Gutenbergplatz (Karlsruhe)
Der Gutenbergplatz ist ein Platz in der Karlsruher Weststadt. Er wurde zwischen 1900 und 1904 angelegt und steht unter Denkmalschutz. Gemeinsam mit den umgebenden Straßenzügen ist sein Orts-, Platz- und Straßenbild zudem als „Gesamtanlage Gutenbergplatz“ geschützt.

## Geschichte
Zur Zeit der Stadtgründung Karlsruhes 1715 befand sich das Gebiet weit vor den Stadttoren und bestand aus einer völlig ungestalteten Wiese. Im Norden wurde das Gebiet durch die Kaiserallee, damals noch Mühlburger Landstraße, begrenzt, im Süden durch den Landgraben. Bis 1829 wurde das Gebiet für öffentliche Hinrichtungen genutzt, zu diesem Zwecke befanden sich dort Tribünen für Schaulustige. Später wurde auf der Nordseite ein Schießplatz angelegt.
Der Platz wurde zwischen 1900 und 1904 angelegt. Die Blechhaube der Litfaßsäule in der Nachbarschaft stammt aus dem Jahr 1901. Die öffentliche Toilette wurde um 1910 errichtet.

## Umgebung mit Denkmalschutz
Der Platz sowie seine Umgebung sind als Gesamtanlage nach dem baden-württembergischen Denkmalschutzgesetz geschützt. Der Bereich umfasst die Gabelsbergerstraße 1, Goethestraße 27–51, 28–54, Gutenbergstraße 1–5, Kaiserallee 49–53, 63–69, Körnerstraße 1–41, 2–40, Nelkenstraße 1–33, Sophienstraße 143–147, 150–168, Uhlandstraße 2–40, 3–35 sowie Yorckstraße 1–29.
Am Rande des Platzes stehen einige Linden. Am nördlichen Teil des Gutenbergplatz befinden sich zwei Brunnen. Der Krautkopfbrunnen ist auf dem Wappen des Stadtteils abgebildet.
Im südlichen Teil befindet sich eine öffentliche Toilette. Im Norden ist der Gutenbergplatz durch die Goethestraße sowie die Gutenberg-Schule (Grund- und Hauptschule) begrenzt, im Süden durch die Sophienstraße sowie das Lessing-Gymnasium Karlsruhe. An der westlichen Seite befindet sich die Gutenbergstraße, an der östlichen Seite die Nelkenstraße.
An Tagen, an denen kein Markt stattfindet, steht der Platz als Parkfläche zur Verfügung.

## Krautkopfbrunnen

### Entstehung und Geschichte
Am südlichen Ende des Platzes vor der Gutenbergschule ließ die Stadtverwaltung einen Springbrunnen errichten, dessen Pläne der Architekt und Künstler Friedrich Ratzel 1905 entworfen hatte. Doch weil Ratzel sich 1907 das Leben genommen hatte, führten der Architekt H. Balmer und der Bildhauer E. Mezger die Arbeiten zu Ende. So konnte der Brunnen 1908 eingeweiht werden, seine Herstellung samt Betriebskosten wurden damals mit rund 67.000 Mark beziffert.
Im Jahr 1940 wurden der Krautkopf und die Metallrippen abmontiert und als Metallspende des deutschen Volkes für die Herstellung von Kriegsgeräten eingeschmolzen. Im Jahr 1946 wurde der Brunnen ohne den Metallschmuck zunächst wieder in Betrieb genommen. Zwischen 1960 und August 1962 entstand eine Rekonstruktion der Bronzeteile aus Kupfer. 1961 wurde eine Umwälzpumpe eingebaut, das untere Brunnenbecken zugeschüttet und bepflanzt sowie die Einfriedung entfernt.

### Beschreibung

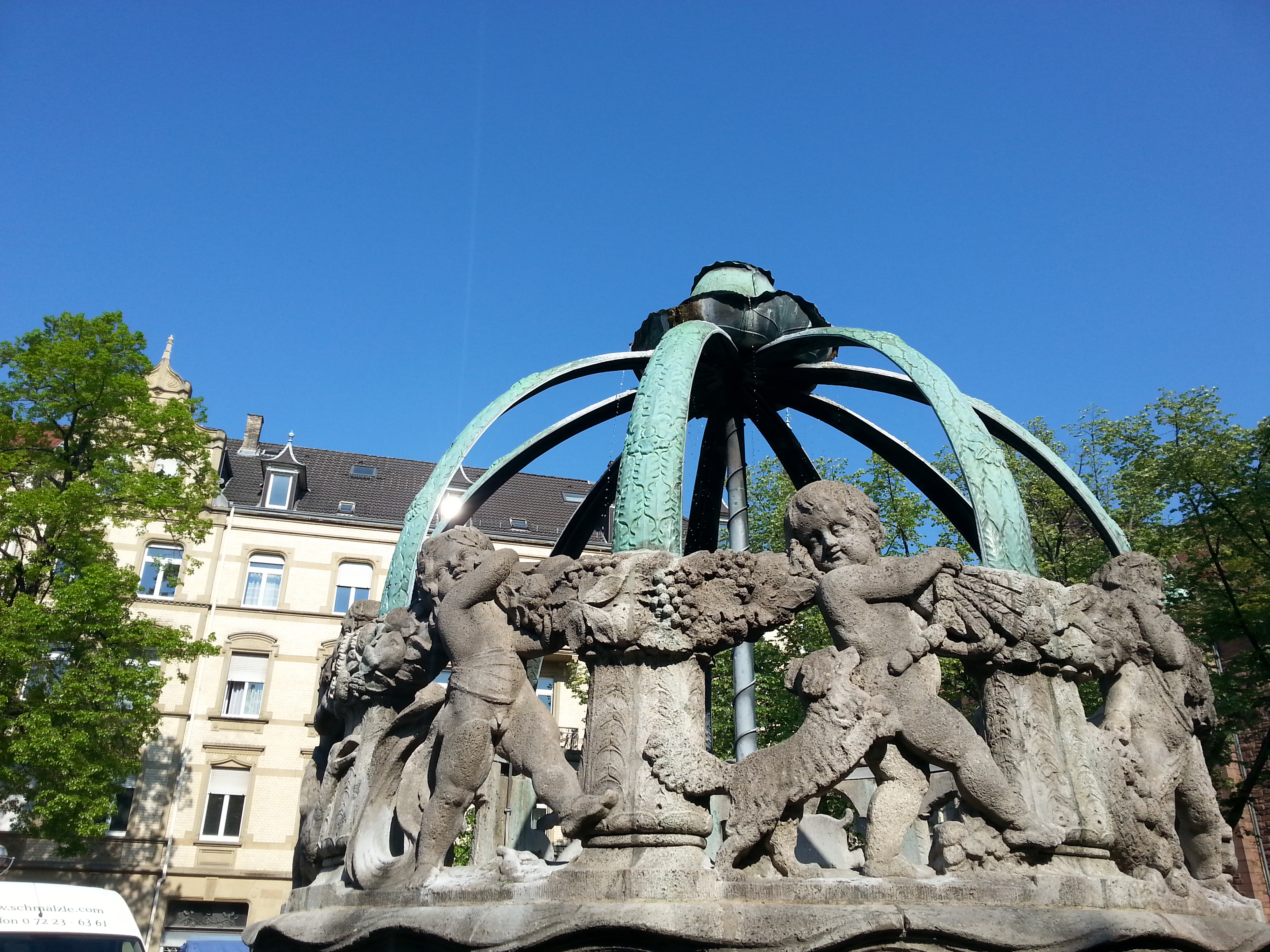
Detail des Krautkopfbrunnens

Das in der Platzfläche eingearbeitete achteckige Brunnenbecken aus Granit umfasste eine Grundfläche von 210 Quadratmetern, es wurde von einem niedrigen einfachen Geländer mit Betonpfählen umgeben und geschützt. An das Becken waren große steinerne Kugeln und ein aus Stein geschlagener Pelikan auf einem schlichten Postament angelehnt. Der Pelikan diente als Trinkbrunnen. In dem unteren Becken floss Wasser, das aus dem oberen Teil der Anlage stammte und von den Planern als Laufbrunnen bezeichnet wurde. Darin befand sich ein mittleres rundes Wasserbecken mit wellenförmigem Rand und einem Durchmesser von 8,40 m, auf Muschelkalk aufgeständert. Am Beckenrand angebracht sind flache Masken mit der Darstellung von allerlei Wassergetier wie Fröschen oder Fischen, die Wasser in das Becken speien. Wiederum zentriert findet sich schließlich das obere Becken, mit einem Durchmesser von 2,40 m. Auf dessen Brunnenrand sind tanzende Früchte, Blumengirlanden und neun Putten montiert, die ganze kleine Alltagsgeschichten erzählen. Sie bilden zusammen mit einem Gestell aus blumenumrankten Bronzespangen ein offenes halbrundes Dach über der obersten Brunnenschale. Diese kuppelartige Struktur wird von einem überdimensionalen Krautkopf abgeschlossen. Die gesamte Konstruktion hatte eine Höhe von 5,60 Meter. Aus den Blättern des Krautkopfes fließt Wasser und sucht sich seinen Weg über die Beckenränder oder im Becken eingearbeitete Abflüsse.

### Abtrennung eines Teils als Pelikanbrunnen
Im 21. Jahrhundert ist nun nach der Zuschüttung des unteren Bassins im Jahr 1960 nur noch das knapp über der Höhe des Platzes gelegene Becken (ehemaliges mittleres Becken) mit breitem Rand zu sehen, was dem Brunnen seine ursprünglich geplante Dimension und seine in die Platzgröße eingepasste Gestaltung völlig nimmt. „[…] das Erscheinungsbild der Brunnenanlage litt erheblich, und die von Friedrich Ratzel geplante Gesamtwirkung wurde empfindlich gestört.“
Der Pelikan steht deshalb ohne Verbindung zur gesamten früheren Brunnenanlage als eigener Trinkbrunnen neben den Resten des früheren Komplexes. Aus ihm fließt aber noch immer Trinkwasser.

## Markt
Der Markt am Gutenbergplatz ist der älteste Markt der Stadt. Dienstags, donnerstags und samstags ab 7:30 Uhr ist Markttag. Über 40 Händler bieten vielfältige Waren an, unter anderem Back- und Teigwaren, regionales Gemüse und Obst, Fleisch und Fisch, Molkereiprodukte sowie Spezialitäten unter anderem aus den nahe gelegenen Regionen Pfalz und Elsass. Insbesondere samstags ist das Angebot sehr breit und die Nachfrage ist deutlich stärker als unter der Woche.

## Feste
Jedes Jahr richtet der Bürgerverein der Weststadt das Lindenblütenfest auf dem Gutenbergplatz aus. Es ist das älteste Traditionsfest Karlsruhes und fand 2014 zum 96. Mal statt. Der Name des Festes ist von den Linden abgeleitet, die um diese Jahreszeit auf dem Platz blühen. Das Fest umfasst Auftritte der Historischen Bürgerwehr Karlsruhe e. V., Livemusik, Vergnügungsstände für Kinder und Programme für Senioren. Außerdem werden eine Lindenblütenkönigin sowie Prinzessinnen gekürt.
Anlässlich des 99-jährigen Bestehens des Krautkopfbrunnens fand am 20. Oktober 2007 das erste Krautkopffest statt.